# Compsapoderus erythropterus
Compsapoderus erythropterus là một loài bọ cánh cứng trong họ Attelabidae. Loài này được Gmelin miêu tả khoa học năm 1790.